# Veules-les-Roses
Veules-les-Roses là một xã thuộc tỉnh Seine-Maritime trong vùng Normandie miền bắc nước Pháp.

## Dân số
| Năm | 1962 | 1968 | 1975 | 1982 | 1990 | 1999 | 2006 |
| --- | ---- | ---- | ---- | ---- | ---- | ---- | ---- |
| Dân số | 688  | 691  | 629  | 686  | 753  | 679  | 586  |
| From the year 1962 on: No double counting—residents of multiple communes (e.g. students and military personnel) are counted only once. |      |      |      |      |      |      |      |

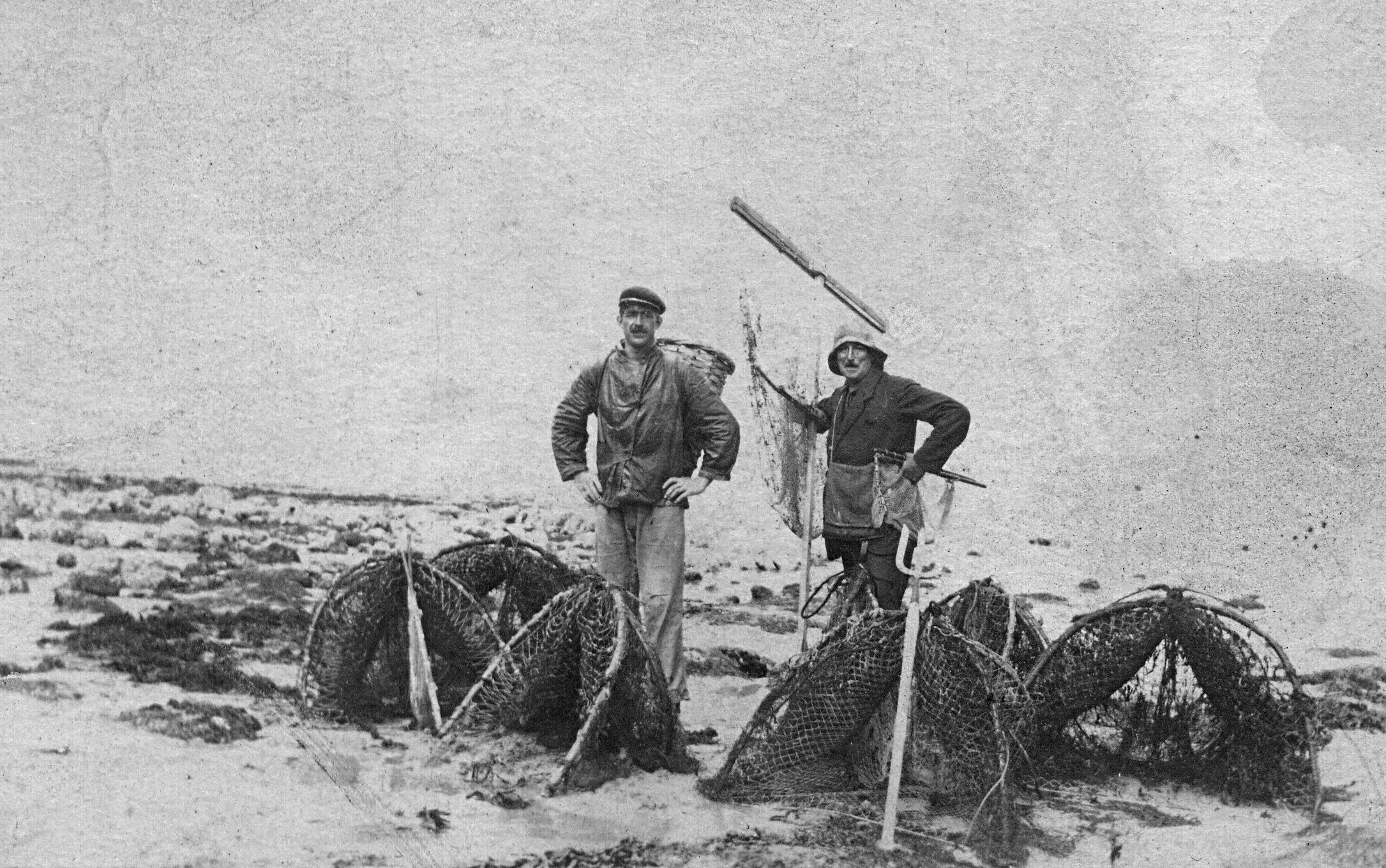
Prawn fishermen
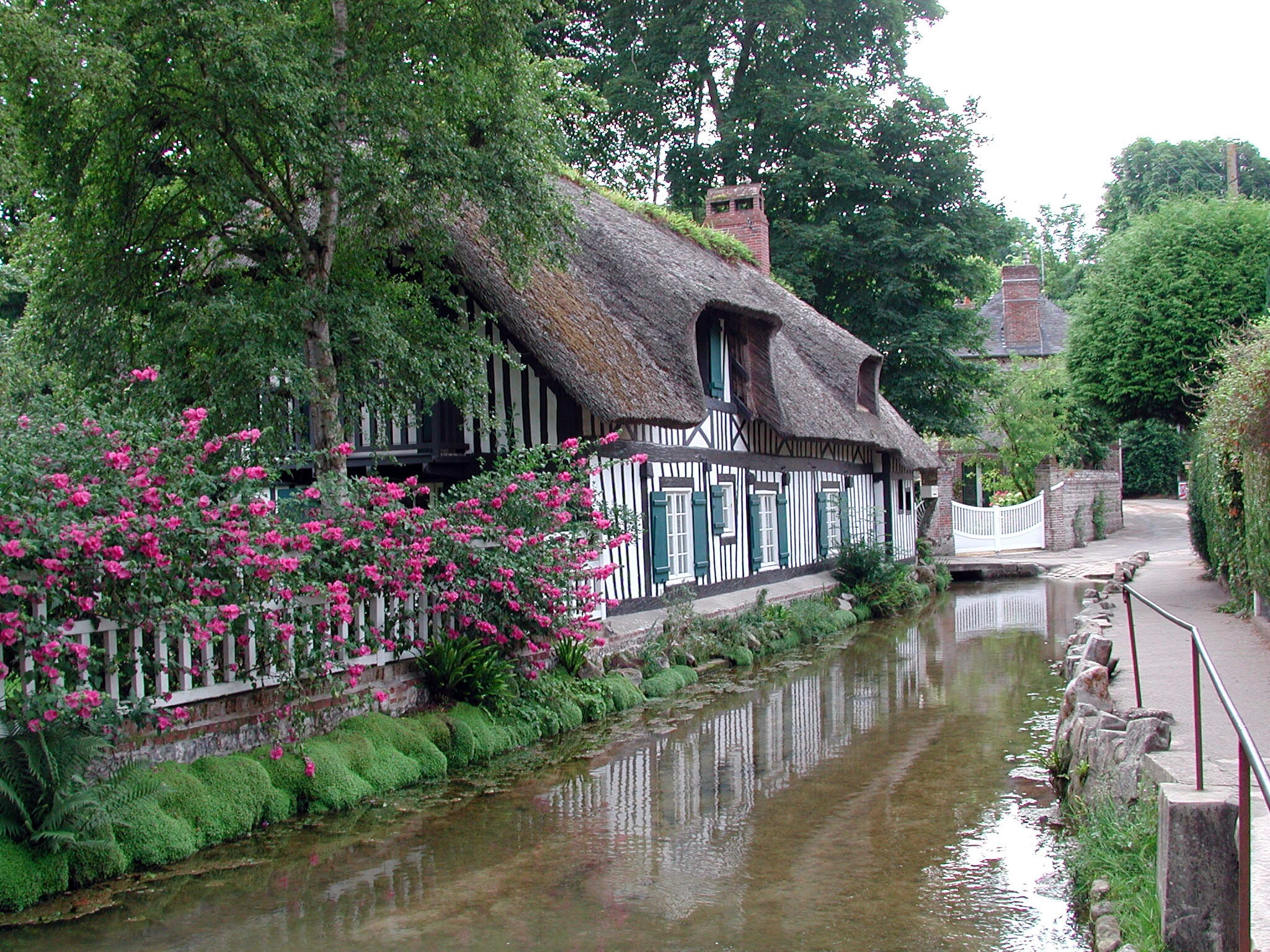
The river Veules
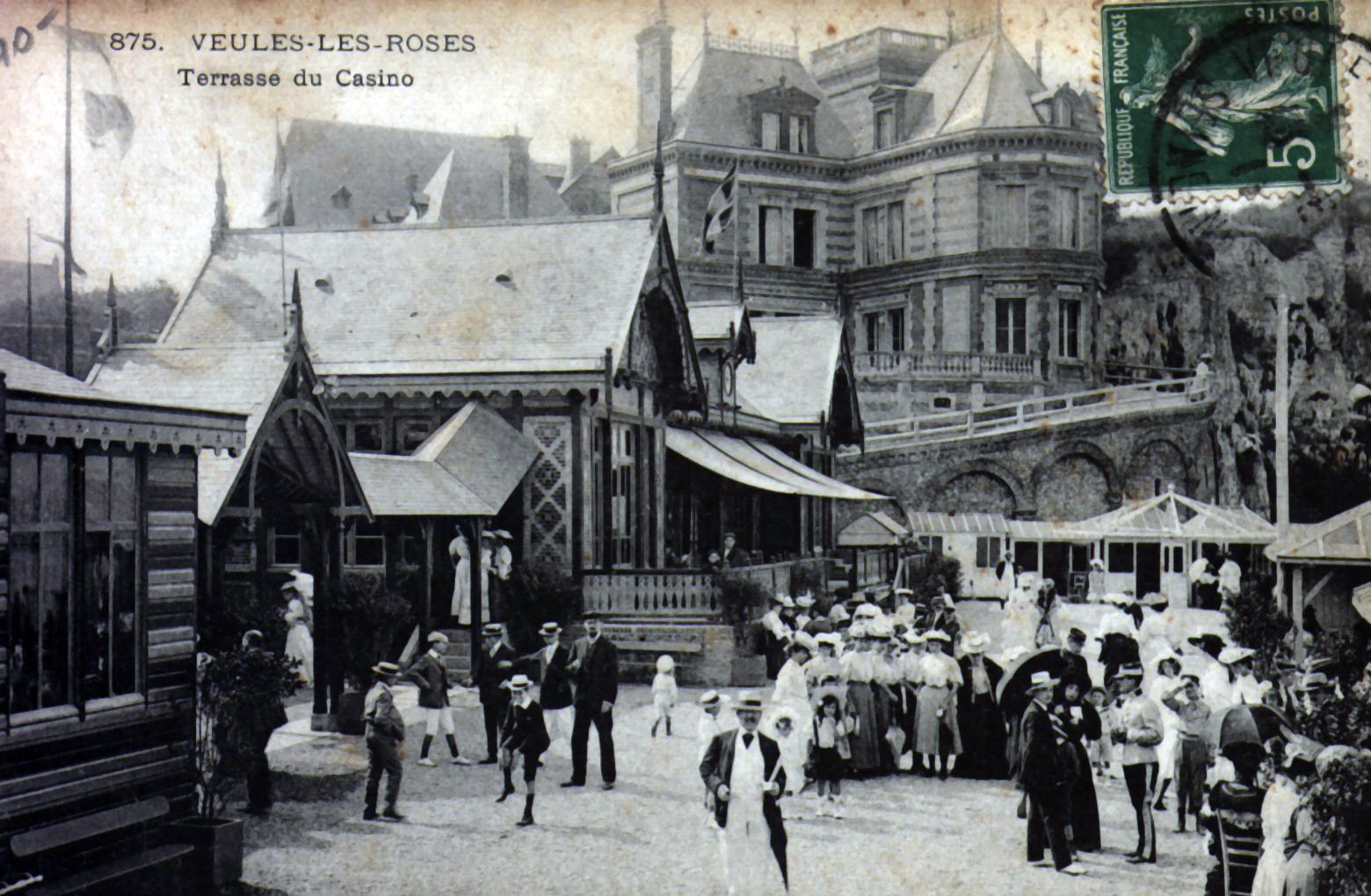
Terrace of the Casino before the war
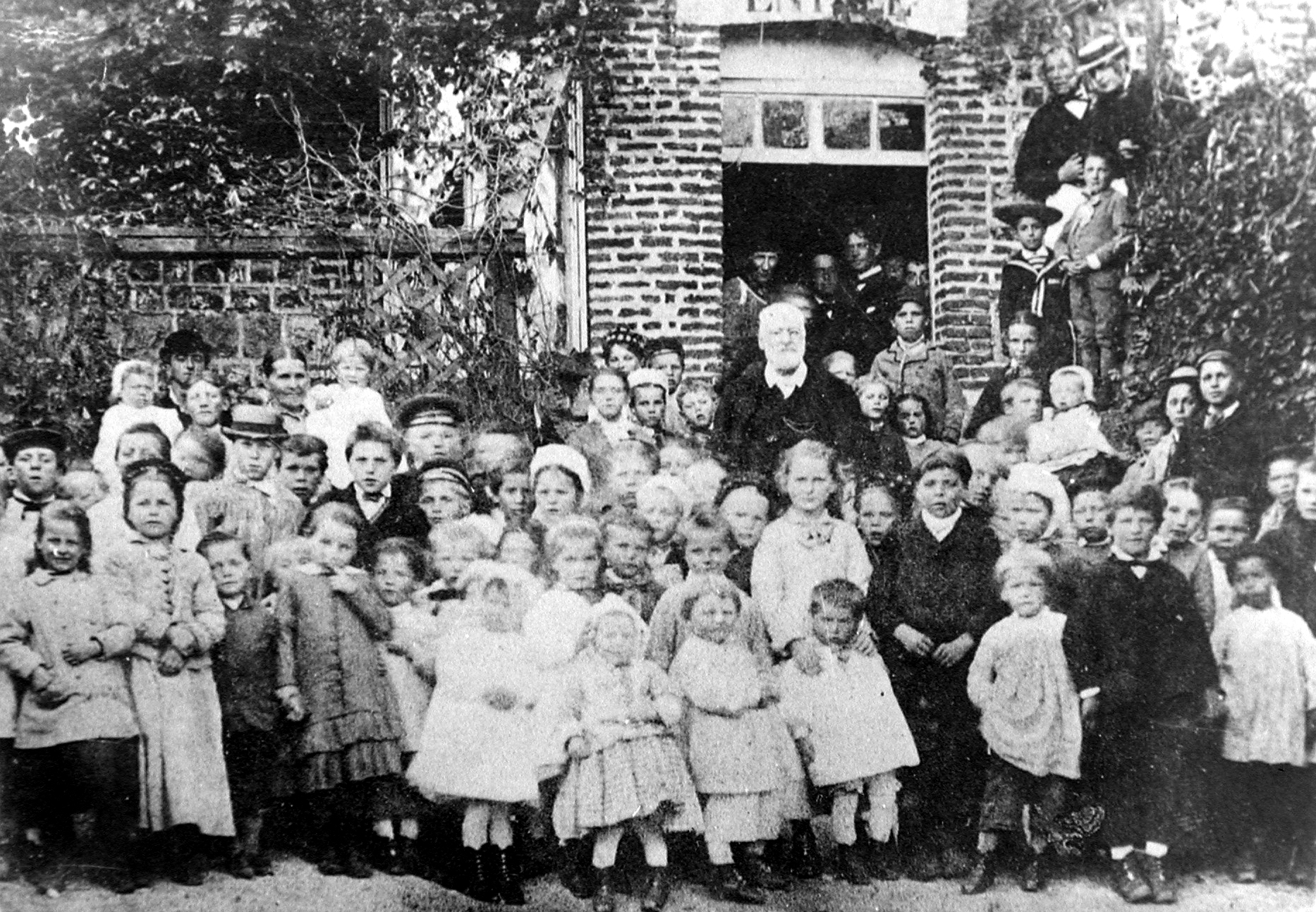
A party given by Victor Hugo to the children of Veules (ngày 24 tháng 9 năm 1882)